# Julianus (kejsare)

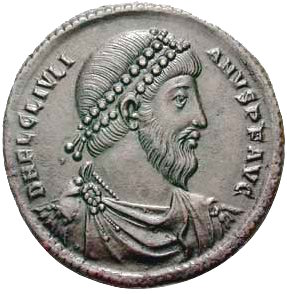
Julianus Apostata.

Julianus (Flavius Claudius Julianus), född 331/332 i Konstantinopel, död 26 juni 363, var romersk kejsare från 361 till 363. Han var också känd i kristenheten under namnet Julianus Apostata, "avfällingen”. Julianus var också författare till essäer i filosofiska och religiösa ämnesområden.

## Barndom och ungdom
Julianus var född i Konstantinopel. Hans far, Julius Konstantius var halvbror till kejsar Konstantin. Hans mor Basilinna dog kort efter hans födelse. Julianus farfar, Constantius Chlorus var gift med den högättade Flavia Maximiana Theodora medan hans äldste son Konstantin den store föddes i ett tidigare förhållande.
Kejsar Konstantin avled 337 och lämnade makten till sina tre söner, som inte dröjde med att göra sig av med sina manliga släktingar. Konstantius II som befann sig i Konstantinopel verkställde massakern, men skonade den sjuårige Julianus och hans äldre halvbror Gallus. Efter en tid fördes bröderna till kejsarens egendom Macellum i det inre av Kappadocien ( i närheten av det nuvarande Kayseri). Prinsarnas övervakare var Georgios av Kappadocien som lånade den läshungrige Julianus delar av den klassiska litteraturen. Bröderna uppfostrades i den kristna tron och Julianus verkade som uppläsare (lector) under gudstjänsterna och hans grundliga kunskaper i Bibeln skulle senare avspegla sig i hans senare skrifter.
När han blev arton år lättade exilen. Julianus begav sig till Efesos för att studera filosofi.
Friheten varade inte länge förrän hans kusin Konstantius II kallade honom till Milano. (De tre sönerna till Konstantin hade genast efter massakern på sina släktingar satt i gång med att döda varandra, vilket efter några år slutade med Konstantius seger). Kejsaren ville försäkra sig om Julianus lojalitet, men när han fann att den unge förläste släktingen inte var något hot, tillät han honom att återuppta sina studier som nu förlades till Aten. Här gjorde Julianus bekantskap med Gregorius av Nazianzus och Basilius den store, blivande biskopar och helgon. Själv hade han valt en annan tro, nämligen den antika grekiska religion som Homeros och Platon tillhört. Han lät också under denna tid inviga sig i de Eleusinska mysterierna. Julianus frihet varade inte länge, utan han kallades åter till sin kusin år 355 och gjorde entré vid hovet i den långa svarta kappa och det vildvuxna skägg som karaktäriserade filosoferna. Han berättade senare att han blev utskrattad i smyg av hovfolket, men kejsaren hade andra planer för honom.
Konstantius förvandlade Julianus till en slätrakad militär och tilldelade honom det högsta befälet över de romerska trupperna i Gallien. Det var ingen sinekur som erbjöds honom – tvärtemot befann sig många delar av provinsen i fullt uppror. När han ett par dar senare red norrut med sitt följe hörde man honom mumla att det fanns enklare sätt att ta livet av sig. I hans följe fanns också en person som nästan aldrig omnämns i hans rikliga författarskap – hans nyblivna hustru Helena, syster till Konstantius.

## Befälhavare i Gallien
Julianus osäkerhet inför de militära åtaganden som väntade honom var befogade, eftersom han saknade all erfarenhet på området. Han började med att sätta sig in i den besvärliga administrationen av provinsen Gallien och lade ner en stor del av sin energi på att lära sig detta liksom att skaffa sig grunderna i konsten att föra krig. Redan följande år genomförde han attacker mot upproriska germanska stammar som var bosatta på båda sidor om Rhen. 356 genomförde Julianus en kampanj där han återförde många städer - däribland Köln - som erövrats av frankerna. Han mötte också hårt motstånd från de olika stammarna och han klagar också över bristande stöd från kejsar Konstantius, som inte alltid såg med blida ögon på Julianus framgångar.
De germanska stammarna samlade under namnet alemanner gjorde ett gemensamt utfall mot de romerska arméerna vid Argentoratum (Strassbourg). Romarna segrade och tillskrev detta vara Julianus förtjänst. Soldaterna hyllade honom som Augustus. Följande år fortsatte den romerska armén gå över Rhen och djupt in i de nuvarande Tyskland. Julianus tog sitt vinterkvarter i Lutetia (Paris) de följande åren och lyckades skapa fred med de upproriska saliska frankerna. Han rensade bort stora delar av romersk korruption och byggde upp ett förtroende för sin egen person.
Hans kusin kejsaren följde detta med stor misstänksamhet, men var samtidigt upptagen med kriget mot perserna. I februari 360 kommenderade Konstantius de hjälptrupper som befann sig i Lutetia att tåga söderut för att hjälpa till i hans krig. Dessa svarade med att utropa Julian till Augustus i Paris. Julianus säger själv att han var ovetande om deras val, men andra källor tyder på att han var väl insatt i vad som var på gång. Trots upproret fortsatte han att göra nya fälttåg mot upproriska stammar. Vid återkomsten till Lutetia i november samma år började han öppet kalla sig med kejsarens titel, Augustus.
Våren 361 påbörjade Julianus sin marsch söderut för att möta kejsarens arméer. Inbördeskriget blev dock avvärjt genom Konstantius hastiga död i feber den 3 november samma år. Julianus stod som ensam arvtagare till det romerska imperiet. Hans hustru hade avlidit liksom deras gemensamma barn.

## Kejsardöme och förvaltning
I december 361 tågade Julianus i spetsen för sin här in i Konstantinopel. Hans första uppdrag som kejsare var att anordna Konstantius II:s begravning i Apostlarnas kyrka där han fick vila bredvid sin far, Konstantin den store. Med denna gärning visade han sin lagliga rätt till tronen. Sannolikt såg han också till att hans hustru och hennes syster Konstantina begravdes i ett mausoleum i Rom som sedan blev kyrkan Santa Costanza.
Som kejsare ville Julianus varken efterlikna sin kusin eller sin farbror, Konstantin den store som envåldshärskare. Han ideal låg mera åt Marcus Aurelius håll och liksom denne strävade han att bli ”den förste bland likar” (primus inter pares) inför sina underlydande. Han deltog flitigt i senaten i debatter och föreläste gärna själv för de församlade.
Hovet i Konstantinopel var vid hans ankomst ineffektivt, korrumperat och alltför slösaktigt. Julianus avskedade hovfolk, eunucker och höll övrig uppvaktning till ett minimum. De ämbetsmän som satt i system att ta emot mutor lagfördes och dömdes till döden. Själv tog han itu med det tunga arbetet att rätta till den vanskötta och tungrodda kejserliga administrationen och dess hemliga agenter och ineffektiva postgång. Julianus förenklade skattesystemet och efterskänkte städernas skulder. Han arbetade också för en decentraliserad förvaltning och rustade upp postväsendet.

## Julianus i Antiokia
Efter att ha regerat i fem månader i Konstantinopel flyttade Julianus till Antiokia för att förbereda det krig mot Persien som han övertagit från Konstantius II. Han blev väl mottagen, men kom snart på kant med köpmännen som var vana att ta ockerpriser på sina varor. Dessutom retade hans avståndstagande från kristendomen upp stadsborna som demonstrerade sitt missnöje. Julianus svarade med ytterligare inskränkningar i för denna grupp. Man förargade sig också på hans asketiska livsföring och enkla uppträdande – en kejsare skulle uppträda med makt och glans, ansåg borgarna i Antiokia. De ogillade hans återinförande av offerriterna och demonstrerade öppet sin kristna tro.
Julianus var inte okänslig för kritiken, vilken han bemötte i en satir om sig själv, med namnet Misopogon (”skägghataren” eller ”skäggnörden” med modernt språkbruk). I den bemötte han förnäma stadsbornas klander av hans filosofskägg, som han låtit växa sedan han blivit utropad till kejsare. De såg bara till ytan och inte till de ideal han ville skapa. Julianus vana att tala till undersåtarna som jämlikar, gillades varken av hans vänner eller fiender.
Till slut tappade Julianus humöret med stadsbornas hån och provokationer. När han lämnade Antiokia utnämnde han en ståthållare som var illa känd för sin grymhet. Han tyckte att de snikna och upproriska borgarna kunde få vad de förtjänade. Filosofen Libanius, som annars en trogen vän till kejsaren, kallade hans hämnd för en "ovärdig” handling.

## Kriget mot Persien
I mitten av 300-talet förde romarna ett oavbrutet krig vid den östra gränser mot Persien, regerat av kungaätten som kallades Sassaniderna. Julianus hade stora förhoppningar om att lyckas eftersom han nu förfogade över hela romerska armén. Perserna begärde underhandlingar, men Julianus tillbakavisade dem. Han hade lyckats i Gallien och nu suktade han efter ännu större ära.
Den 5 mars 363 tågade Julianus ut från Antiokia med en arme som bestod av 65 000–90 000 män norrut mot Eufrat. Han gick över Eufrat och fortsatte österut mot Tigris för att anfalla Ktesifon som var den sassanidiske kungens fäste. I början var den stora armen framgångsrik, men perserna öppnade sina kanaler, som översvämmade marken och förvandlade den till ett träsk vilket hindrade romarnas snabba framfart.
I mitten av maj belägrade de Ktesifon utan att lyckas, samtidigt som den stora persiska armen obruten ryckte fram mot dem. De romerska generalerna försökte nu övertala Julianus att lämna stadens belägring, men Julianus ville invänta en kommande kolonn, som tyvärr befann sig på fel sida av Tigris. Perserna hade nu börjat bränna allt ätbart i romarnas väg och fortsätta att förvandla kanalerna till sankmarker. Den 16 juni övertalade Julianus till reträtt tillbaka till den romerska gränsen i norr.

## Julianus död
Armen var på reträtt, men anfölls oupphörligt av persiska styrkor. Den 26 juni glömde Julianus ta på sig sitt harnesk när en fiendestyrka gjord en hastig attack. Han träffade av ett spjut som träffade magen och skadade hans lever. Hans vän läkaren Oreibasius av Pergamon skötte hans sår, men en stor blödning ändade Julianus liv.
Följande år hävdade filosofen Libanius att Julianus sårats av en kristen soldat, något som de samtida historikerna inte bekräftar. Hundra år senare skulle kristna historiker hävda att kejsaren dödats av Sankt Merkurius som sänts ut på Guds befallning.
Enligt Libanius reste många städer statyer och bilder av Julianus och han dyrkades som en gud. Samtidigt ignorerade det romerska riket kejsarens bortgång eftersom de kejsare som följde efter samtliga var kristna. En flora av myter växte fram kring kejsaren som avföll från kristendomen. Bland dessa har sägnen om den döende Julianus sista ord fått stort genomslag. Han skulle ha yttrat ”du har segrat, Galilee” (nenikekas me, Galilaie) i dödsögonblicket, något som kan kallas en efterkonstruktion.
Julianus hade förordat att hans kropp skulle begravas i Tarsus och så skedde. Senare kom den att flyttas till De heliga apostlarnas kyrka i Konstantinopel, där hans släkt vilade. Kyrkan plundrades vid flera tillfällen, men en av de sarkofager som har hittas utpekas som tillhörig Julianus och är placerade utanför det Arkeologiska museet.

## Julianus religiösa uppfattning
Den unge prinsen var döpt och uppfostrad i kristen anda, men han valde i tonåren att ägna sig åt mytologi och filosofi. Myterna tolkade han allegoriskt och kombinerade dem med den filosofiska riktning som kallas nyplatonism. Dessa drag framkommer starkast i hans båda verk Till kung Helios och Till Gudamodern.
Redan i unga år hade Julianus länge inom sig motsatt sig den kyrkliga dogmatiken. Men han hade fogat sig efter tvånget eftersom – såsom han själv anmärker – han annars till följd av den regerande kejsarens och det allsmäktiga prästregementets nitälskan genast skulle ha dödats. Den mission för vilken han trodde sig vara särskilt kallad, nämligen återupprättandet av den gamla religionen, skulle då på förhand ha omöjliggjorts.
Vad som gjorde Julianus främmande för den härskande kristendomen var övertygelsen om dess oförenlighet med den hedniska antikens kulturideal. Kyrkans seger var för honom orientaliska "barbarers" seger över hellenervärldens kultur. Han benämnde med förkärlek sig och de sina "hellener", de kristne "galiléer" och Kristus "den döde juden". Den kristna uppoffringen av det egna mänskliga jaget tedde sig för honom fullkomligt ohellenisk och i oförsonlig motsats till den klassiska grekiska andens föreställningar om förnuftets och sedlighetens autonomi. Han ansåg att sann, sedlig storhet i hellenisk mening och romersk manlighet omöjliggjordes av en sådan ståndpunkt. En kyrka som gjorde anspråk på en tvingande auktoritet över människornas förstånd och vilja var enligt honom ägnad att endast uppfostra trälar. Särskilt frånstötande var för honom kyrkans ofta dödliga intolerans, som han inte ansåg vara värdig kulturmänniskan.
För historiker och religionshistoriker har Julianus skrifter väckt stort intresse, men man har haft delade uppfattningar om tolkningen. Här finns spår av den nyplatonska filosofin, en soldyrkan som anknyter till Mithraskulten, en hyllning till den livgivande och frälsande gudamodern Kybele samtidigt med drag av henoteism (dyrkan av en gud utan att fördöma andra gudar).
Vissa historiker finner Julianus religionsuppfattning esoterisk och överspänd, medan andra har pekat på att hans författarskap reflekterar de intellektuella grupper som ställde sig utanför kristendomen. Hans religiösa uppfattning var inte begränsad till filosofin utan han var en hängiven dyrkare av gudinnor och gudar i den antika världen.
Julianus ville återskapa den antika religionen som bildligt och bokstavligt hade börjat krossas redan under Konstantin den stores dagar. Han lät restaurera tempel och proklamerade 362 religionsfrihet, vilket de kristna uppfattade som en bestraffning, men judarna som en lättnad. Dessutom lovade han judarna att återuppbygga deras tempel. Planerna fullföljdes inte på grund av hans död.
I sitt edikt beträffande den högre undervisningen i riket bestämde Julianus att lärarna skulle godkännas av honom själv. Detta var ett försök att hejda den kristna läran och gynna den klassiska bildningen som han ansåg vara vida överlägsen Bibelns läror.
Under hans livstid hade varken de antika religionerna eller kristendomen övertaget. Vanliga människor brydde sig inte så mycket om dessa frågeställningar, utan följde sina vanor i trossaker. Staden Rom var till övervägande del kvar i den antika föreställningsvärlden, medan Antiokia, som nämnts, var genomgående kristet.
De antika religionerna hade inte heller ett sammanhållet trossystem, uppbyggt på heliga böcker och stöttat av dogmer och religiösa ledare. Därför kom det inga större protester när kristendomen förbjöd offren, slog sönder templen och deras statyer och visade bort präster och prästinnor från sina officiella ämbeten.
Julianus hade förutsett detta och hade planer på att skapa ett organiserat prästerskap, som var välutbildat och väluppfostrat. Modellen tog han från den kristna kyrkan som präglat hans uppväxt. Han var också klok nog att inte skapa martyrer under sin korta regering, något som hans vedersakare Gregorius av Nazianzus lade honom till last.
På ett område tillerkände Julianus de kristnas lära: det gällde deras omsorger om fattiga och sjuka: "Dessa ofromma galiléer ger inte bara sina fattiga mat, men också alla andra och välkomnar i sin kärlek (agape)." Han ansåg att kristendomen var en galileisk sekt.
Julianus skrifter
Julianus var en flitig författare under hela sitt vuxna liv. Mycket har gått förlorat, men några böcker och brev har bevarats till eftervärlden. 356 efter sin utmärkelse till befälhavare i Gallien skrev han en panegyrik (äreminne) till sin kusin kejsaren, för att försäkra denne om sin lojalitet. Följande år fick kejsarinnan Eusebia en liknande hyllning för att hon stöttat hans utnämning. Även Konstantius fick en ytterligare skrift, men nu kryddad med en del kritik. I Konstantinopel skrev Julianus en betraktelse över de ouppfostrade cynikerna, som han avskydde. Här författades den ena av hans religiösa utläggningar, Talet till Gudamodern Kybele, den gudom som betydde mest för honom vid detta tillfälle. Här placerar han gudinnan i det nyplatonska system som var hans världsbild. Under midvintersolståndet 362 skrev han Hymnen till Kung Helios, som en fortsättning av den föregående och samtidig författar han satiren om gästabudet i himlen, kallad Kejsarna. Här får de romerska kejsarna komma till middag hos gudarna och avporträtteras satiriskt. Värst blir det för hans farbror Konstantin, som inte vet hur han skall bete sig på det fina kalaset. 
Hans sista verk skrevs i Antiokia och hette Mot galiléerna och är en vass polemik mot Gamla och Nya testamentets berättelser. Skriften brändes av de kristna efter Julianus död, men Kyrillos av Alexandria skrev dessförinnan en motskrift, Mot Julianus. Här kan man hitta fragment av originalet, framför allt i de humoristiska partier som tillskrivs Julianus själv. Han hade nämligen humor, medan Cyrillus saknade denna egenskap.